# Bleekeria
Bleekeria – rodzaj morskiej ryby z rodziny dobijakowatych.

## Klasyfikacja
Gatunki zaliczane do tego rodzaju:
- Bleekeria kallolepis
- Bleekeria mitsukurii
- Bleekeria murtii
- Bleekeria viridianguilla